# Annepalli, Chintamani
Annepalli là một làng thuộc tehsil Chintamani, huyện Kolar, bang Karnataka, Ấn Độ.